# Oligodon arenarius
Espèce
Oligodon arenarius est une espèce de serpents de la famille des Colubridae.

## Répartition
Cette espèce est endémique de la province de Bà Rịa-Vũng Tàu au Viêt Nam.

## Description
Oligodon arenarius mesure de 336 à 389 mm de longueur totale.

## Publication originale
- Vassilieva, 2015 : A new species of the genus Oligodon Fitzinger, 1826 (Squamata: Colubridae) from coastal southern Vietnam. Zootaxa, no 4058 (2), p. 211–226.